# Wola Filipowska (przystanek kolejowy)
Wola Filipowska – przystanek kolejowy w miejscowości Wola Filipowska, w województwie małopolskim, w Polsce.

## Ruch pasażerski
| Rok  | Wymiana pasażerska na dobę |
| ---- | -------------------------- |
| 2017 | 300-499                    |
| 2022 | 500-699                    |

Linia kolejowa przez tę miejscowość została otwarta już 13 października 1847, kiedy to pierwszy pociąg prowadzony przez parowóz Kraków przejechał przez wieś (z Krakowa do Mysłowic). Przystanek osobowy powstał w 1949 roku. Obecnie kasa biletowa, jak i poczekalnia są nieczynne.

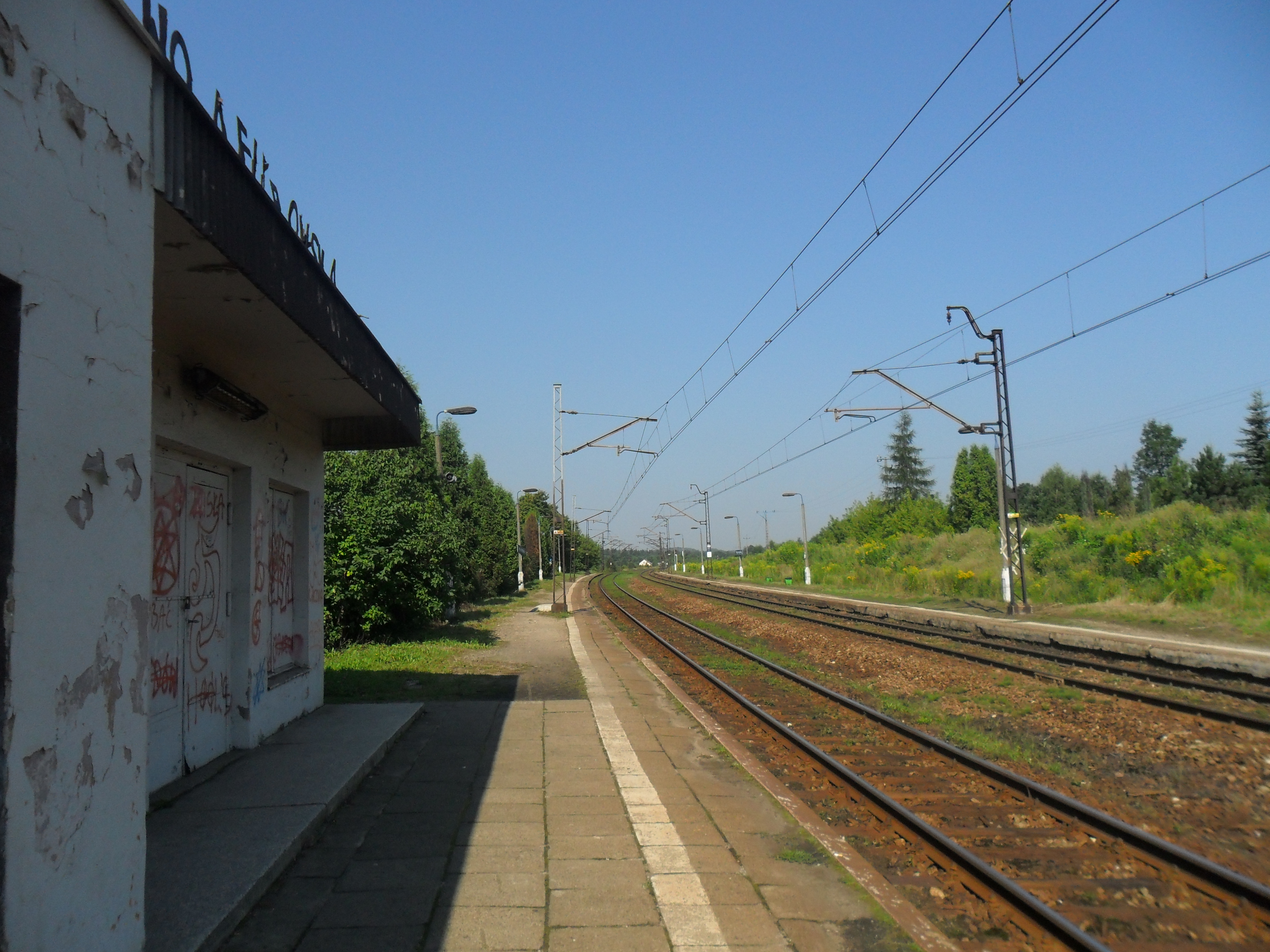
Przystanek kolejowy Wola Filipowska przed modernizacją (2014 r.)

## Szlaki rowerowe
- – z Krzeszowic do stacji PKP w Woli Filipowskiej.